# Hořečková louka na Pile
Hořečková louka na Pile je přírodní památka, byla vyhlášena v roce 2004 a nachází se u obce Pila. Důvodem ochrany jsou zachovalé květnaté louky a pastviny s výskytem ohrožených společenstev. Péčí o území je pověřena správa CHKO Slavkovský les.

## Přírodní poměry

### Geologie
Podloží lokality tvoří výhradně biotitické granity a porfyry karlovarského plutonu.

### Flóra a fauna
Asi nejvzácnější rostlinou je zde kriticky ohrožená pětiprstka hustokvětá (Gymnadenia densiflora), která ve Slavkovském lese roste jen na dvou lokalitách. Ta druhá lokalita se nachází nedaleko Chotěnova u Mariánských Lázní.
Další vzácnou rostlinou lokality je hořeček drsný Sturmův (Gentianella obtusifolia subsp. sturmiana), který roste na pouhých šesti lokalit tohoto druhu v České republice. Mezi další velmi vzácné druhy patří pětiprstka žežulník (Gymnadenia conopsea), hořec hořepník (Gentiana pneumonanthe) a hadilka obecná (Ophioglossum vulgatum). Dalšími chráněnými rostlinami v oblasti jsou ostřice odchylná (Carex appropinquata), prstnatec májový (Dactylorhiza majalis), upolín evropský (Trollius europaeus) či tolije bahenní (Parnasia palustris).
Z chráněných živočichů žijí v oblasti zmije obecná (Vipera berus), užovka hladká (Coronella austriaca), ještěrka živorodá (Zootoca vivipara), ještěrka obecná (Lacerta agilis), ropucha obecná (Bufo bufo) či motýl hnědásek chrastavcový (Euphydryas aurinia).

## Galerie

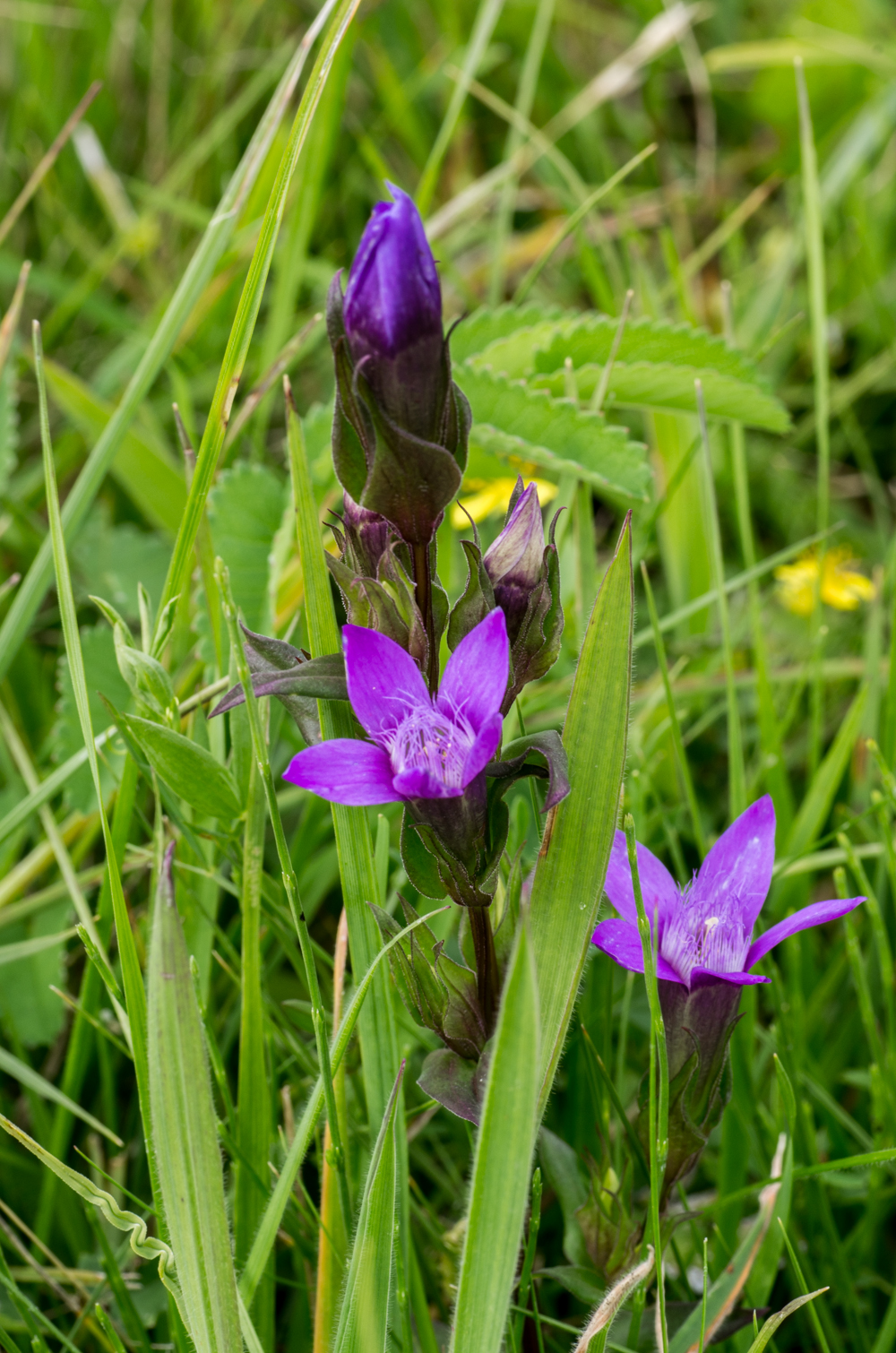
Hořeček drsný Sturmův na lokalitě v srpnu 2014
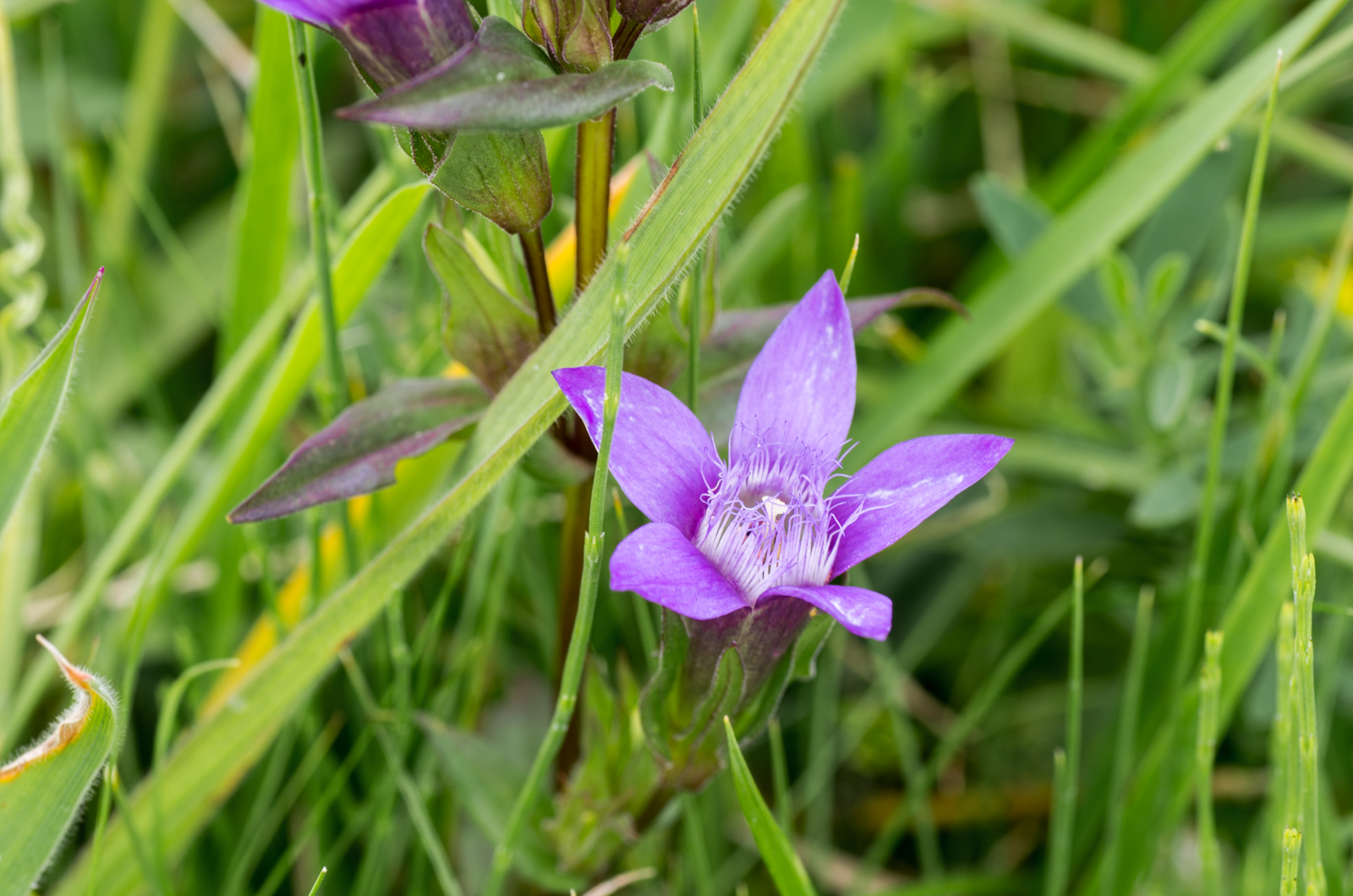
Hořeček drsný Sturmův na lokalitě v srpnu 2014
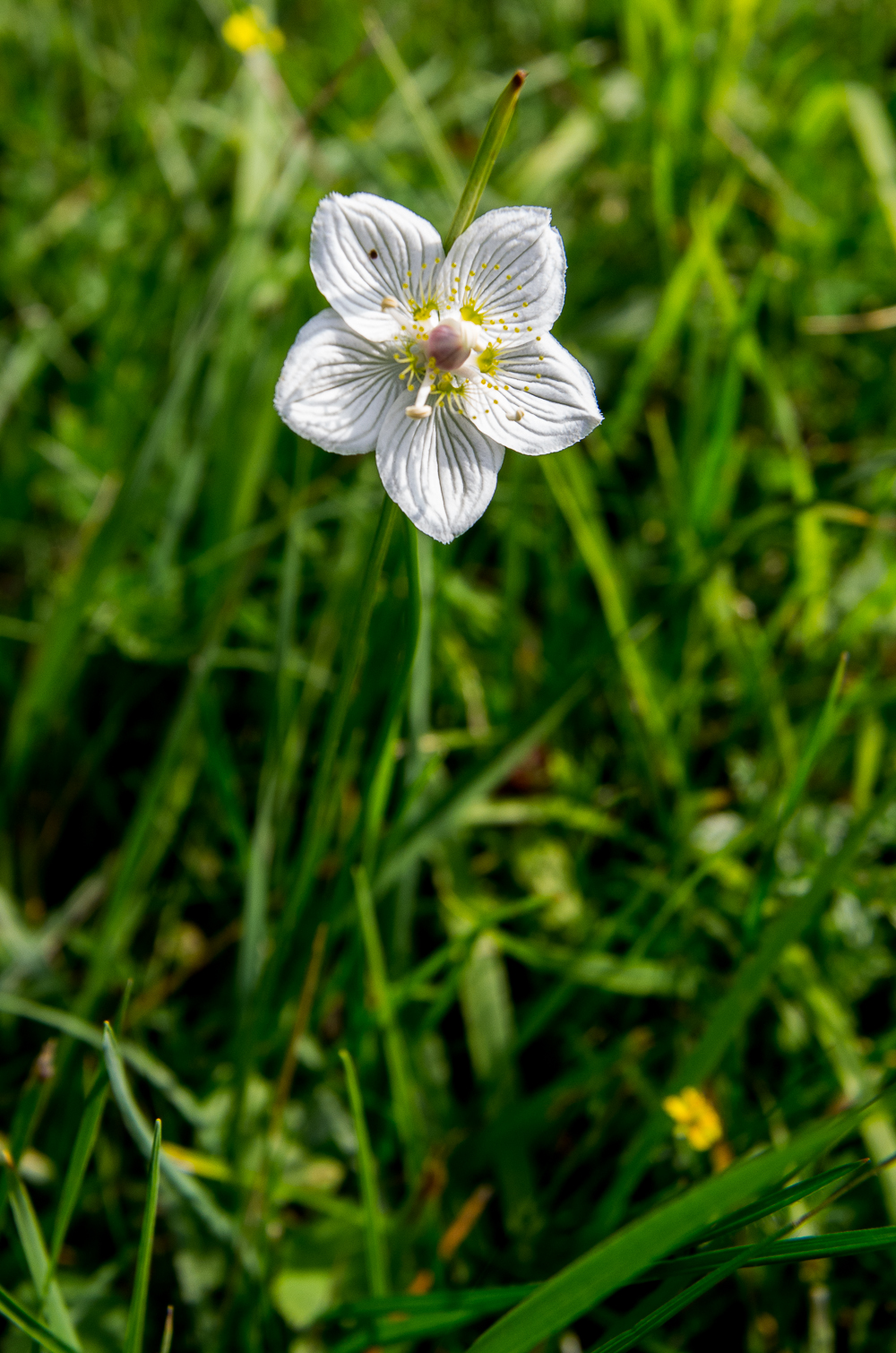
Tolije bahenní na lokalitě v srpnu 2014
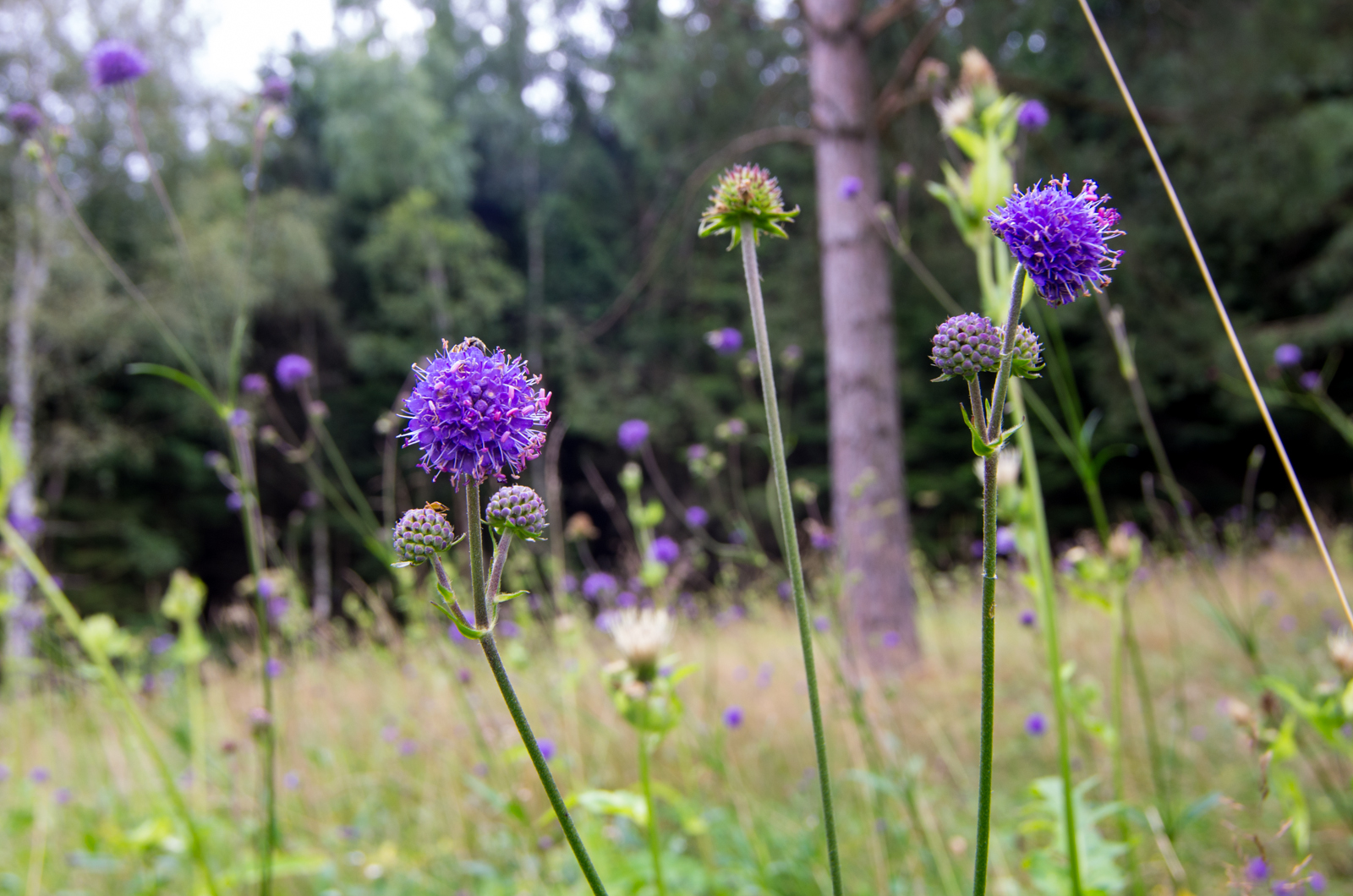
Čertkus luční na lokalitě v srpnu 2014
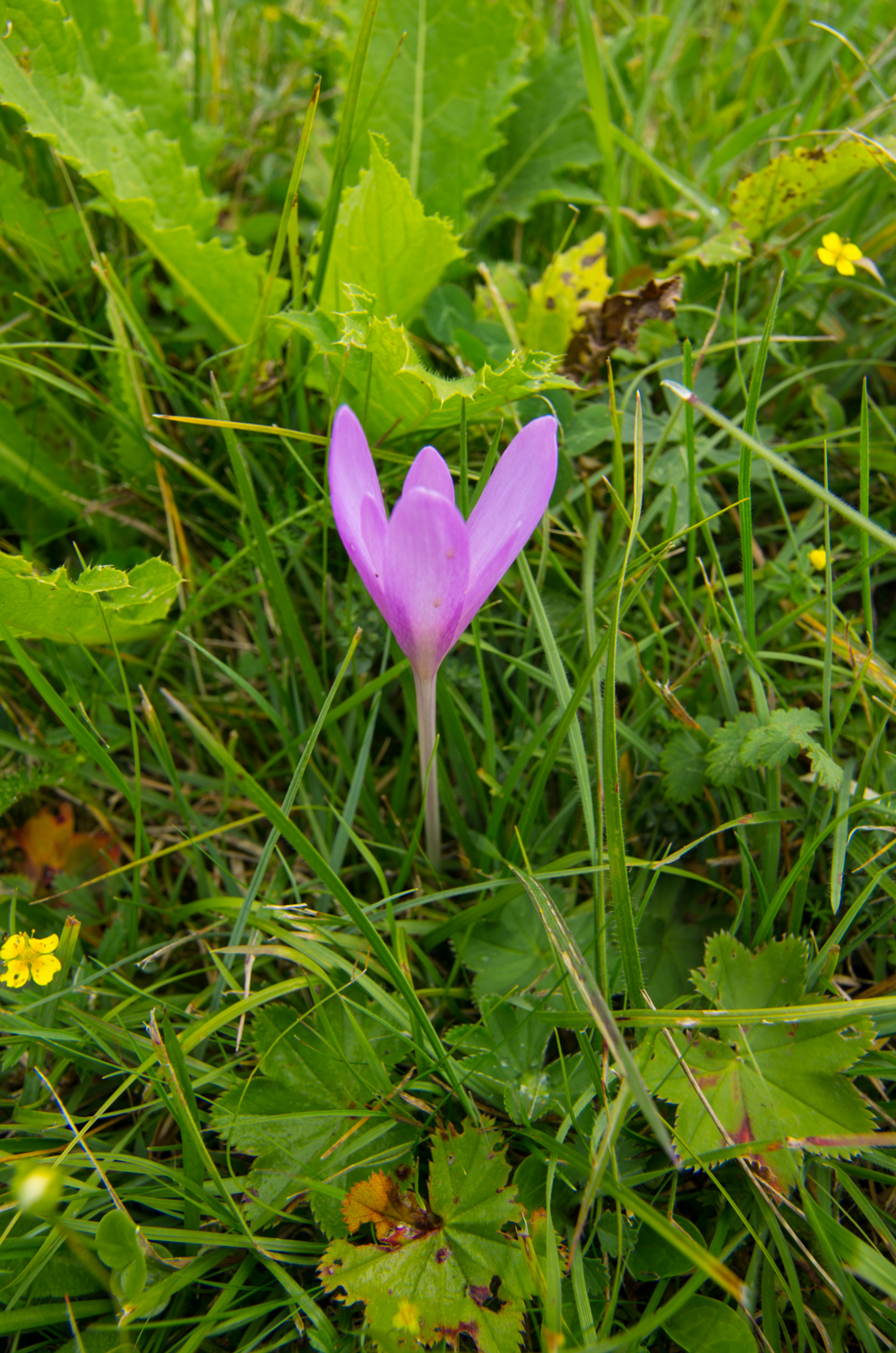
Ocún jesenní na lokalitě v srpnu 2014